# Виолета Йотова
Виолета Михова Йотова е български педиатър и ендокринолог, професор, заместник-ректор по научната дейност в Медицински университет – Варна (от 2024 г.).

## Биография
Родена през 1963 г. във Варна. Асистент в катедрата по педиатрия от 1991 г. Придобити специалности: педиатрия (1995) и детска ендокринология и болести на обмяната (1999). Защитава дисертация за придобиване на научно-образователна степен „доктор“ на тема „Ефект от ниските тегло и ръст при раждане върху постнаталния растеж и някои маркери на повишен кардиоваскуларен и метаболитен риск у юноши” (2002). От 2012 г. е доктор на науките с труд на тема: „Общо и абдоминално затлъстяване – пренатални и постнатални влияния. Значение за повишения рисков профил от детска възраст“. Доцент (2007) и професор (2013) по педиатрия.
Ръководител на катедрата по педиатрия на МУ – Варна (от 2019 г.).

## Научни интереси
Научните ѝ разработки са в областта на детския диабет, раждането с малки размери, детското затлъстяване, редките ендокринни болести, както и в приложните изследвания за диагнозата и достъпа до грижи при отклонения в растежа.

## Членство в организации, научна активност, отличия
Председател на Държавната комисия за присъждане на специалност по детска ендокринология и болести на обмяната (2011).
Председател на Управителния съвет на Съюза на учените – Варна (от 2017).
Директор на Варненския експертен център по редки ендокринни болести и съпредседател на Работната група по образование и обучение към Европейската ендокринна мрежа ENDO-ERN (2016).
Член на редакционната колегия на списанията: „Педиатрия“, „Наука Ендокринология", „Известия на Съюза на учените – Варна", Scripta Scientifica Medica, BMC Endocrine, BMC Pediatrics, Journal of Clinical Research and Pediatric Endocrinology, Endocrine Connections.
Почетен знак на президента на Република България за заслуги в областта на детското здравеопазване и към „Българската Коледа".